# Phyllosphingia perundulans
Phyllosphingia perundulans är en fjärilsart som beskrevs av Swinhoe 1897. Phyllosphingia perundulans ingår i släktet Phyllosphingia och familjen svärmare. Inga underarter finns listade i Catalogue of Life.